# Marçon
Marçon è un comune francese di 1 055 abitanti situato nel dipartimento della Sarthe nella regione dei Paesi della Loira.

## Società

### Evoluzione demografica
Abitanti censiti

## Viticoltura
Stando alla tradizione orale, nel VI secolo l’allora vescovo d’Angers, Saint Lezin, aveva impiantato delle viti nel sud della Sarthe, presso il comune di Marçon. Ed è in questo comune che alcuni monaci fondano il priorato di Saint-Lezin, annesso all’abbazia di Saint Julien, alla quale veniva fornita una certa quantità di vino.
La dolcezza del vivere e i vini della valle del Loir sono stati celebrati, fin dal XVI secolo, dai poeti del gruppo La Pléiade riuniti intorno a Pierre de Ronsard, e gli stessi vini sono spesso citati nelle testimonianze scritte e nelle cronache dell’epoca.